# 富田林市農業公園
富田林市農業公園（とんだばやしのうぎょうこうえん）（愛称「サバーファーム」）は、大阪府富田林市にある市立の農業公園である。1993年（平成5年）4月21日に開園。2025年4月より、一冨士ケータリング株式会社が代表企業となり、農事組合法人富田林市南地区協同組合と共同企業体を組み、富田林市より指定管理を受託し、新たに運営が開始された

## 概要
農業公園サバーファームは、大阪府富田林市にある、甲子園球場５個分の広さを持つ農業観光施設です。
いちご狩りやぶどう狩り、ミカン狩りなどの季節に応じた味覚狩りを中心に、農体験や直売所、グルメスポットがずらり。四季折々の花や果物にふれながら、のんびりと“農ある暮らし”を楽しめます。
2025年7月にリニューアルオープンし新しくなった園内では、地元の恵みを五感で味わえる施設が盛りだくさん。
「日々の暮らしに、大地の豊かさを」をコンセプトに、自然の魅力に出会えるフィールドへと生まれ変わりました。
- テーマ
  - 農と食の体験
  - 自然と歴史学習
  - 花と果実へのふれあい
  - 自然環境を生かした新しい農業経営の実践

## 沿革
大阪府営農地開発事業が東条地区で実施された際に、土地所有者達が農事組合法人 富田林市南地区協同組合を設立して、富田林市とともに開園した。市が組合より農業公園内の農地を賃貸借契約で借り受けている。運営は富田林市が選考した指定管理者によって行われる
- 1986年（昭和61年）：大阪府営農地開発事業(東条地区)を開始（～2000年（平成12年））
- 1988年（昭和63年）10月：農事組合法人・富田林市南地区協同組合が設立
- 1993年（平成5年）4月21日：開園
- 2023年（令和5年）：一時閉園
- 2025年（令和7年）
  - 7月19日：産直市場「にこにこ市場」が先行開業
  - 8月2日：園全体がリニューアルされ開園

## 施設概要
- 敷地面積19.8ha（うち農地造成8.0ha）
- 施設
  - フルーツ農園（もぎとりランド） - イチゴ、ブドウ、ミカン等を有料で収穫。持ち帰り可。
  - 収穫農園（どろんこランド） - 野菜（キャベツ、タマネギ、ジャガイモ、サツマイモ、ダイコン、ハクサイ等）を有料で収穫。
  - 地産農産物直売所「にこにこ市場」
  - 収穫物のパフェづくり体験！
  - 地卵かけご飯専門店「とんたま日和」
  - 天然酵母の農園パン工房「コッペ」
  - 体験型グリルレストラン「ファームグリドル トッテキテン」
  - 手ぶらＢＢＱ広場
  - お花畑 - のべ10,000m2
  - 芝生広場（3カ所） - のべ10,000m2 - ボール遊びが可能。
  - 温室 - 753m2
  - 体験実習館 - 調理実習室・工作実習室・展示室 - お菓子作り、陶芸、クラフト教室等を開催。
  - バーベキューハウス、レストラン、売店
  - 無料駐車場 - 300台

- 入園料 - 2025年度現在
  - 大人（高校生以上）：500円
  - 小人（4歳から小学生）：300円
  - 3歳以下：無料
  - 団体割引（20名以上、小人のみ）：250円
  - 身体障害者手帳・精神障害者保険福祉手帳所持者（1・2級は付添人1人も）：350円

- 開園時間（一部施設を除く）
  - 午前9時30分 - 午後5時（入園は午後4時まで）
  - 毎週月曜日（月曜日が祝日の場合は翌平日）および年末年始は休園

## アクセス
- 近鉄長野線富田林駅から金剛ふるさとバス（南海バス・近鉄バス）「府立こんごう福祉センター東口」下車で徒歩15分。
- 西名阪自動車道藤井寺ICから、国道170号（大阪外環状線）大阪府道201号甘南備川向線で約30分。
- 阪和自動車道美原北IC（大阪方面）・美原南IC（和歌山方面）から、国道309号・大阪府道201号甘南備川向線で約20分。
- 阪神高速14号松原線三宅ICから、国道309号・大阪府道201号甘南備川向線で約30分。